# Жижкун, Алексей Петрович
Алексей Петрович Жижкун (1923-1945) — Гвардии лейтенант Рабоче-крестьянской Красной Армии, участник Великой Отечественной войны, Герой Советского Союза (1945).

## Биография
Алексей Жижкун родился 23 марта 1923 года в посёлке Городня (ныне — город в Черниговской области Украины). После окончания неполной средней школы работал шофёром. В 1941 году Жижкун был призван на службу в Рабоче-крестьянскую Красную Армию. Окончил пехотное училище, в 1944 году — курсы «Выстрел». С мая 1942 года — на фронтах Великой Отечественной войны. К августу 1944 года гвардии лейтенант Алексей Жижкун командовал пулемётной ротой 83-го гвардейского стрелкового полка, 27-й гвардейской стрелковой дивизии, 29-го гвардейского стрелкового корпуса, 8-й гвардейской армии, 1-го Белорусского фронта. Отличился во время форсирования Вислы.
2 августа 1944 года Жижкун в составе группы переправился через Вислу в районе Магнушева и принял участие в захвате плацдарма на его западном берегу. В бою он уничтожил расчёт немецкого орудия, способствовав успешной переправе всего батальона. В одном из боёв в январе 1945 года Жижкун получил тяжелое ранение, от которого скончался 29 января 1945 года. Похоронен в Познани.
Указом Президиума Верховного Совета СССР от 24 марта 1945 года за «мужество и героизм, проявленные при форсировании Вислы и удержании плацдарма на её западном берегу» гвардии лейтенант Алексей Жижкун посмертно был удостоен высокого звания Героя Советского Союза.

## Награды и звания
- Герой Советского Союза. Указ Президиума Верховного Совета СССР от 24 марта 1945 года:
  - орден Ленина,
  - медаль «Золотая Звезда».
- Орден Отечественной войны II степени.Приказ командира 29 гвардейского стрелкового корпуса № 48/н от 10 августа 1944 года.